# Stage Fright (película de 2014)
Stage Fright es una película de slasher de comedia musical canadiense de 2014 dirigida por Jerome Sable y es su debut como director de un largometraje. La película tuvo su estreno mundial el 10 de marzo de 2014 en South by Southwest, un lanzamiento VOD el 3 de abril de 2014 y un estreno en cines el 9 de mayo. Está protagonizada por Allie MacDonald como una joven cantante esperanzada aterrorizada por un asesino en un campamento de teatro musical.

## Reparto
- Allie MacDonald como Camilla Swanson
  - Ella Querin como joven Camilla
- Minnie Driver como Kylie Swanson
- Meat Loaf Aday como Roger McCall
- Douglas Smith como Buddy Swanson
  - Brian Bridger como joven Buddy
- Kent Nolan como Joel Hopton
- Brandon Uranowitz como Arthur Phillippe "Artie" Getz
- Ephraim Ellis como Sam Brownstein
- Melanie Leishman como Liz Silver
- Thomas Alderson como David Martin
- James McGowan como Victor Brady
- Steffi DiDomenicantonio como Bethany
- Darren Summersby como Tobe
- Ryan Bobkin como Bobkin
- Leanne Miller como Sheila Kerry
- Adrianna Di Liello como Lithpy
- Chelsey Pozdyk como Whitney
- Rick Miller como la voz de The Metal Killer
- Dan Levy como reportero